# Estación Ensenada
Ensenada es una estación ferroviaria, ubicada en el partido homónimo, en la Provincia de Buenos Aires

## Descripción
Arquitectura típica de ferrocarril de principios de siglo, estilo inglés. Construcción de tres plantas con galería. En los años ´80 se comienza una obra de recuperación que queda inconclusa y que modificó algunas características originales

## Servicios
Es la estación terminal del ramales pertenecientes al Ferrocarril General Roca, Tolosa-Ensenada y Pereyra-Ensenada. Se comunica también, con sólo cargas hasta Estación Río Santiago.

## Valor Patrimonial

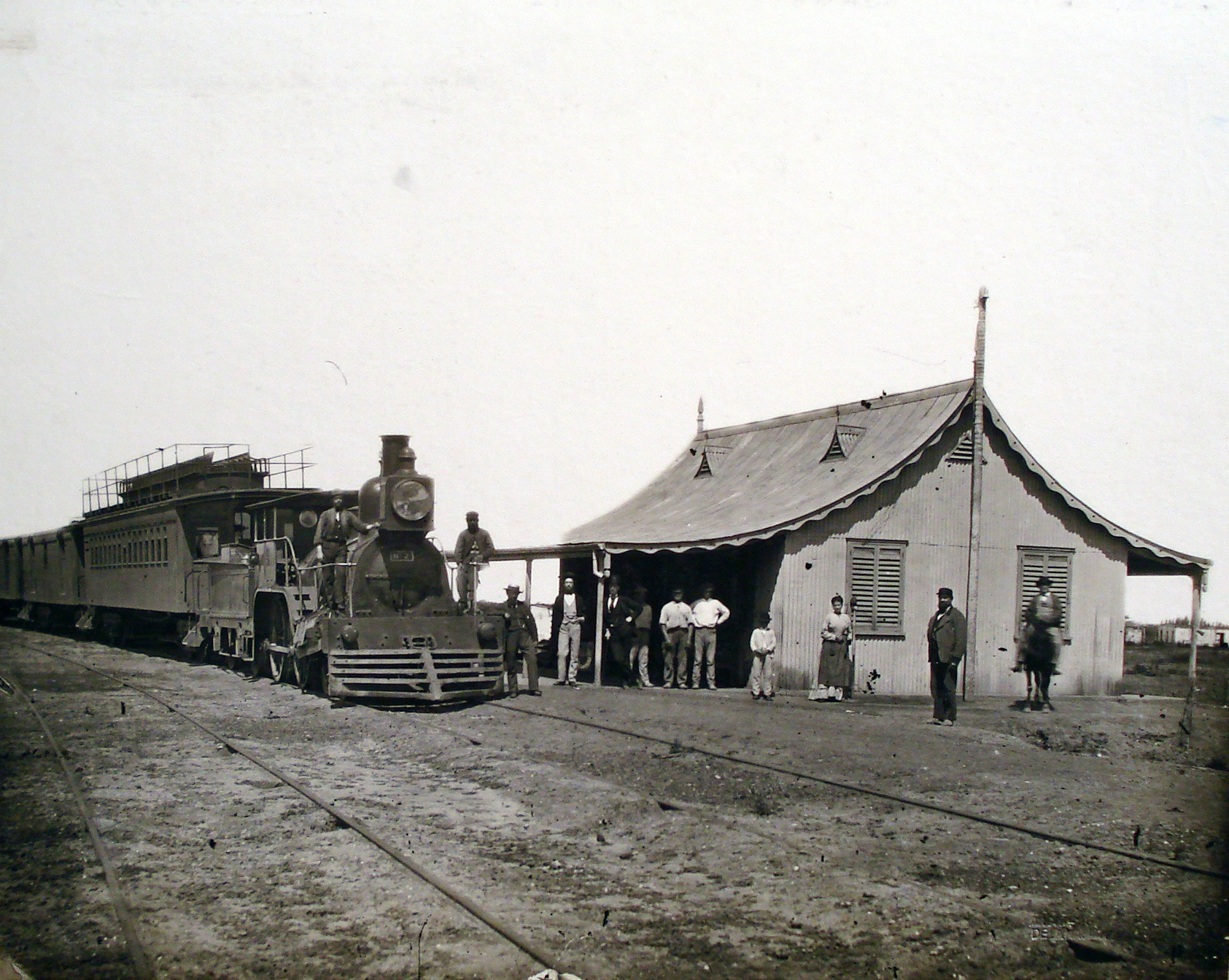
Primer edificio de madera, inaugurado en 1872 e incendiado en 1887. Foto: AGN

Esta estación se construyó en 1887, en reemplazo de la anterior, que se había construido en 1872 junto al Arroyo Doña Flora pero que quedó completamente destruida a raíz de un incendio. Luego se volvió a construir esa estación llamándose Apeadero Cambaceres .La nueva estación ocupaba en aquella época toda la manzana y tenía una prolongación destinada a cargas que penetraba en el puerto, a través del Puente Giratorio del Canal Oeste que fue puesto en servicio en 1892. Sus vías fueron levantadas al igual que todas las que pertenecen a ese ramal. En 1978 la Municipalidad de Ensenada compró el edificio a los Ferrocarriles del Estado.
En la actualidad fue restaurada y acondicionada para albergar un importante centro cultural.